# Going West to Make Good
Going West to Make Good è un cortometraggio muto del 1916 scritto, diretto e interpretato da Tom Mix. Prodotto dalla Selig, di genere western, il film aveva come altri interpreti Victoria Forde e Joe Ryan.

## Trama
Tom Gilmore, ricco giovane dell'Est, è innamorato di Vicky ma lei lo respinge per le loro divergenze di opinioni sul West. La ragazza si prepara ad andare in visita dallo zio, proprietario di un ranch. Per amore, allora, Tom decide di seguirla e provare la vita di cowboy. Il giovane arriva nel West prima di lei, imparando nel frattempo i modi locali. All'arrivo di Vicky, la diligenza in cui viaggia viene assalita da tre banditi che uccidono il conducente e rapiscono la ragazza. Tom corre in suo aiuto e, con una corsa disperata, li raggiunge e salva Vicky che così scopre che l'uomo dell'Est è ora diventato uomo del West.

## Produzione
Il film fu prodotto dalla Selig Polyscope Company.

## Distribuzione
Distribuito dalla General Film Company, il film - un cortometraggio in una bobina - uscì nelle sale cinematografiche statunitensi il 10 giugno 1916.